# Libélula
A libélula (do termo latino libellula), também conhecida popularmente como libelinha ou pinga-azeite em Portugal e como lavadeira ou jacinta no Brasil, é um insecto alado pertencente à subordem Anisoptera. É considerado um dos primeiros insectos a surgir na Terra.

## Características
Como características distintivas, contam-se o corpo fusiforme, com o abdómen muito alongado, olhos compostos e dois pares de asas semitransparentes. As libélulas são predadoras e alimentam-se de outros insectos, nomeadamente mosquitos e moscas. Este grupo tem distribuição mundial e tem preferência por habitats nas imediações de corpos de água estagnada (poças ou lagos temporários), zonas pantanosas ou perto de ribeiros e riachos. As larvas de libélula (chamadas "ninfas") são aquáticas, carnívoras e extremamente agressivas, podendo alimentar-se não só de insectos mas também de girinos e peixes juvenis.

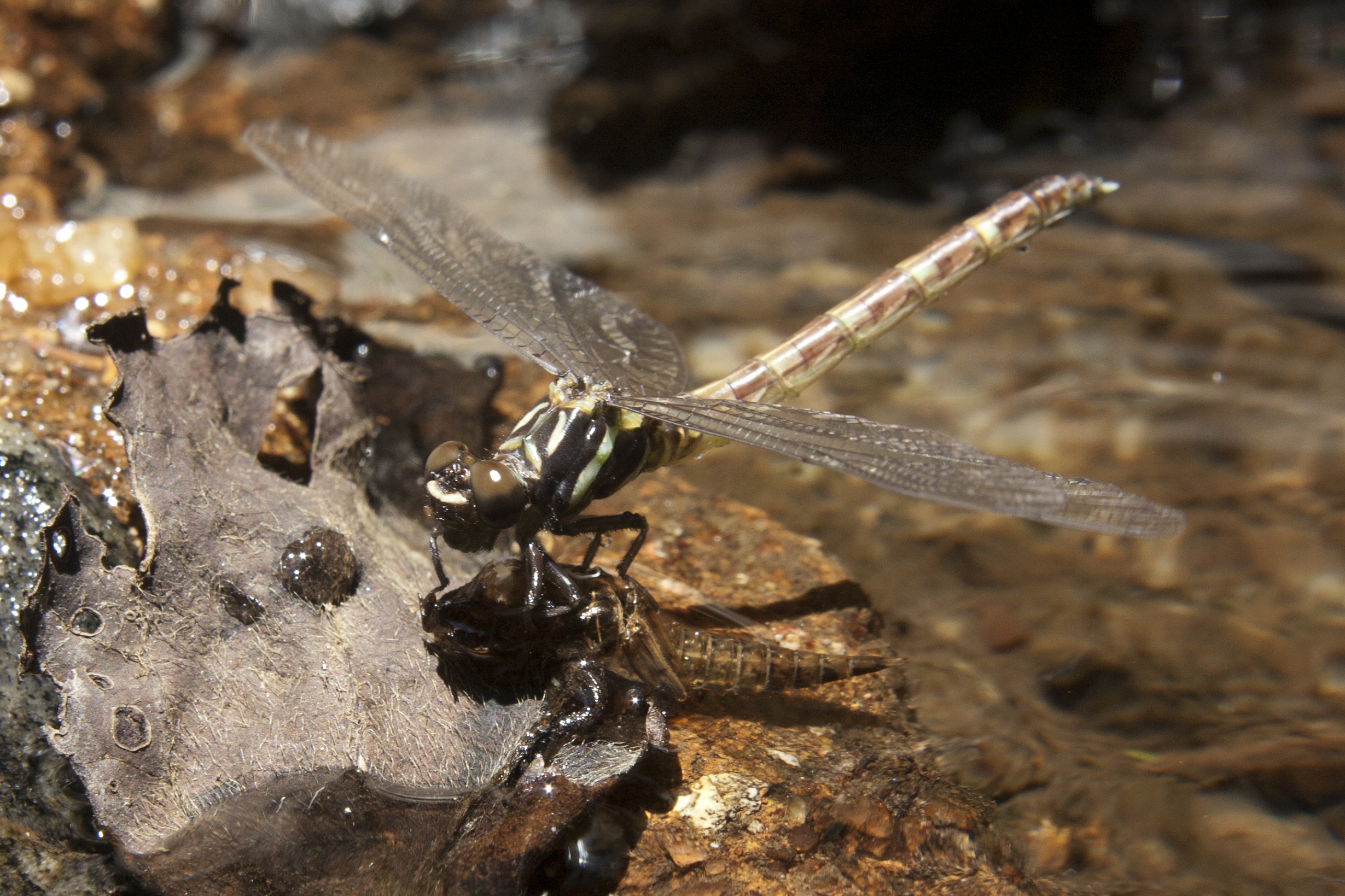
Libélula emergindo de seu estágio aquático de naiade

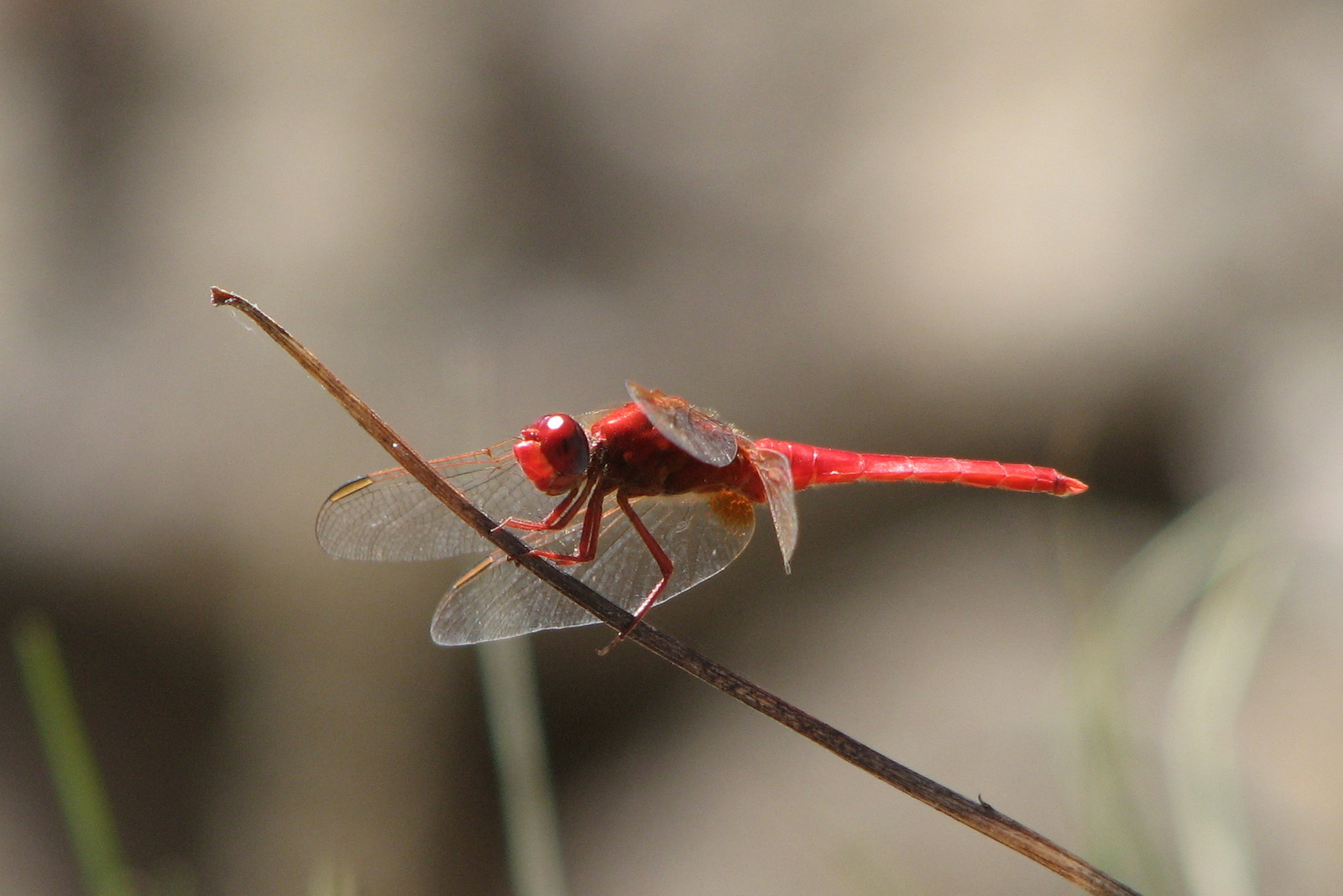
Libélula comum na região do Algarve, em Portugal.

As libélulas não têm a capacidade de picar, visto que as suas mandíbulas estão adaptadas à mastigação. Dentro do seu ecossistema, são bastante úteis no controlo das populações de mosquitos e das suas outras presas, prestando assim um serviço importante ao Homem. São insetos carnívoros.
Temidas por uns, admiradas por outros e estudadas por muitos, as libélulas adultas caçam à base do seu sentido de visão extremamente apurado. Os seus olhos são compostos por milhares de facetas (até 30 000) e conferem-lhes um campo visual de 360 graus. As libélulas medem entre 2 e 19 cm de envergadura e as espécies mais rápidas podem voar a cerca de 85 km/h. Uma de suas características é que, mesmo possuindo seis pernas, praticamente não consegue andar com elas.
O grupo surgiu no Paleozoico, sendo bastante abundantes no período Carbónico, e conserva até aos dias de hoje as mesmas características gerais. As maiores libélulas de sempre pertencem ao género Meganeura, floresceu no Pérmico, e podiam atingir envergadura de 70 a 75 cm. Seu tempo de vida pode chegar a 5 anos. No Brasil, existem cerca de 1 200 espécies de um total 5 000 existentes no mundo. É predadora de insectos, inclusive do Aedes aegypti, e até de pequenos peixes. Em um único dia, pode consumir outros insectos voadores até a marca de 14% do seu próprio pesoː pode consumir cerca de 600 deles num único período de 24 horas.

## Distribuição e diversidade
Cerca de 3 012 espécies de libélulas eram conhecidas em 2010; Estes são classificados em 348 gêneros distribuídos em 11 famílias. A distribuição da diversidade dentro das regiões biogeográficas é resumida a seguir (os números mundiais não são totais comuns, pois ocorrem sobreposições de espécies).
| Família          | Oriental | Neotropical | Australásia | Afrotropical | Paleárctica | Neártica | Pacífico | Mundo |
| ---------------- | -------- | ----------- | ----------- | ------------ | ----------- | -------- | -------- | ----- |
| Aeshnidae        | 149      | 129         | 78          | 44           | 58          | 40       | 13       | 456   |
| Austropetaliidae |          | 7           | 4           |              |             |          |          | 11    |
| Petaluridae      |          | 1           | 6           |              | 1           | 2        |          | 10    |
| Gomphidae        | 364      | 277         | 42          | 152          | 127         | 101      |          | 980   |
| Chlorogomphidae  | 46       |             |             |              | 5           |          |          | 47    |
| Cordulegastridae | 23       | 1           |             |              | 18          |          |          | 46    |
| Neopetaliidae    |          | 1           |             |              |             |          |          | 1     |
| Corduliidae      | 23       | 20          | 33          | 6            | 18          | 51       | 12       | 154   |
| Libellulidae     | 192      | 354         | 184         | 251          | 120         | 105      | 31       | 1037  |
| Macromiidae      | 50       | 2           | 17          | 37           | 7           | 10       |          | 125   |
| Synthemistidae   |          |             | 37          |              |             |          | 9        | 46    |
| Incertae sedis   | 37       | 24          | 21          | 15           | 2           |          |          | 99    |

## Sinônimos
No Brasil, é conhecida também pelos nomes: catirina papa-fumo, helicóptero, cavalinho-de-judeu, cavalinho-do-diabo, cavalo-do-cão, corta-água, donzelinha, jacina, jacinta, odonata, macaquinho-de-bambá, pito, zigue-zague, cabra-cega, libelinha, cambito, canzil, cavalo-de-judeu, cavalo-judeu, lava-bunda, lavadeira, lavandeira e zigue-zigue, numa lista extensa, de mais de 100 sinônimos, entre nomes simples, primitivos, derivados, compostos, justapostos etc.
Em Portugal, além de libelinha ou libélula, é conhecida pelos nomes: pinga-azeite, tira-olhos, lavadeira, cavalinho-das-bruxas, pita, entre outras designações locais.

## Lendas
Segundo a lenda xamânica, a libélula era um pequeno dragão dotado de ciência e magia, que à noite difundia luz própria com sua respiração de fogo. Para se livrar de coiotes, transformou-se em uma libélula e não conseguiu mais retornar à forma antiga, perdendo seus poderes.

## Galeria de fotos

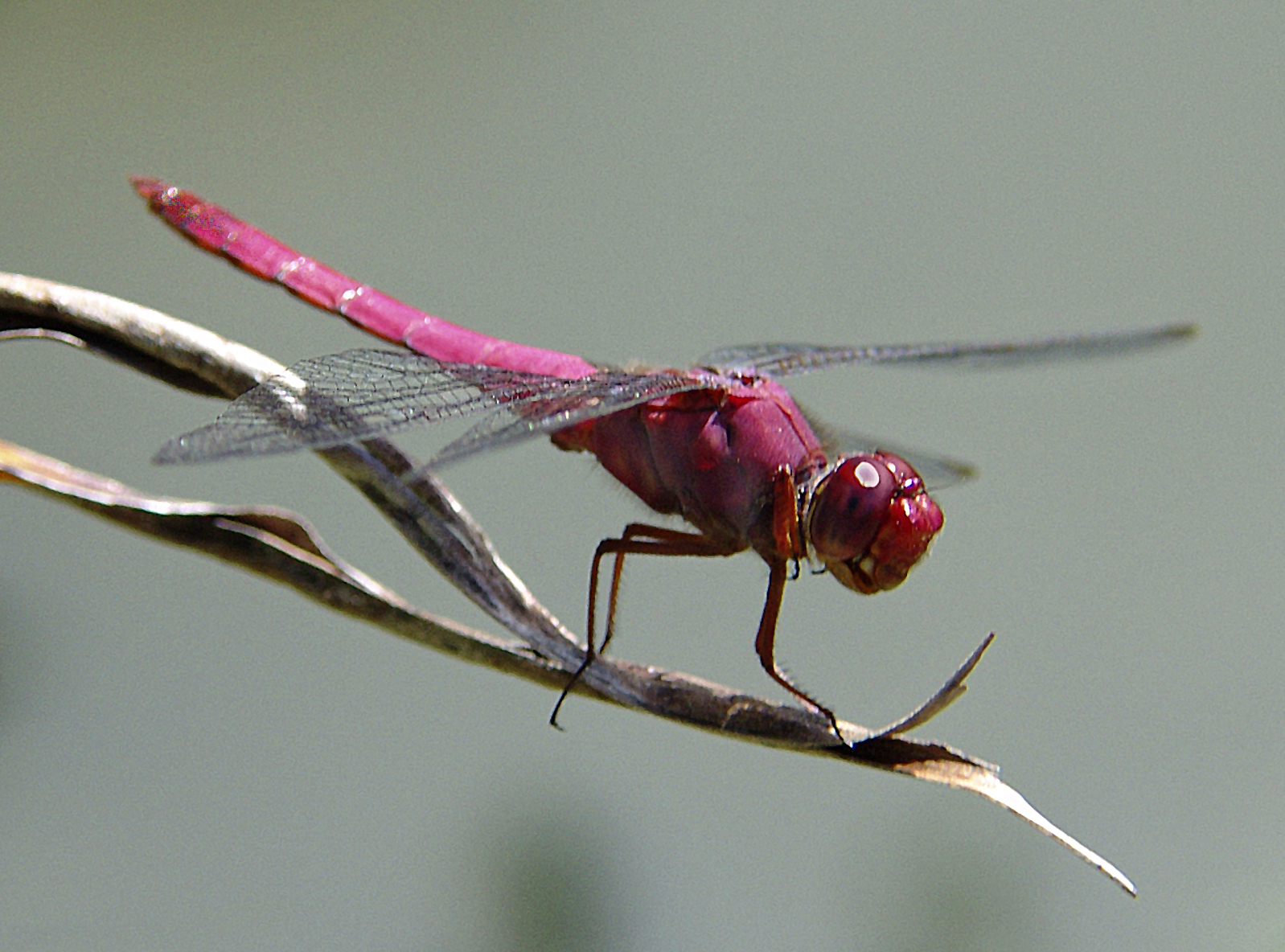
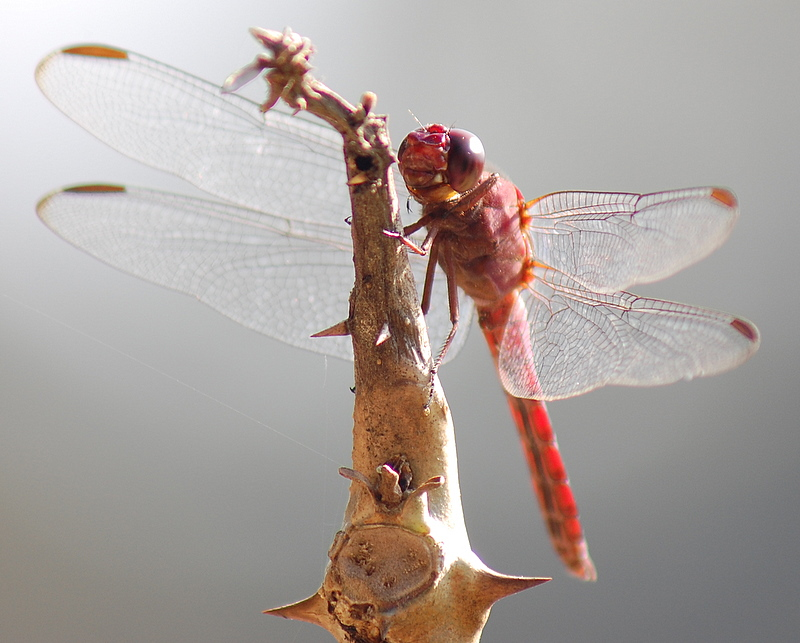
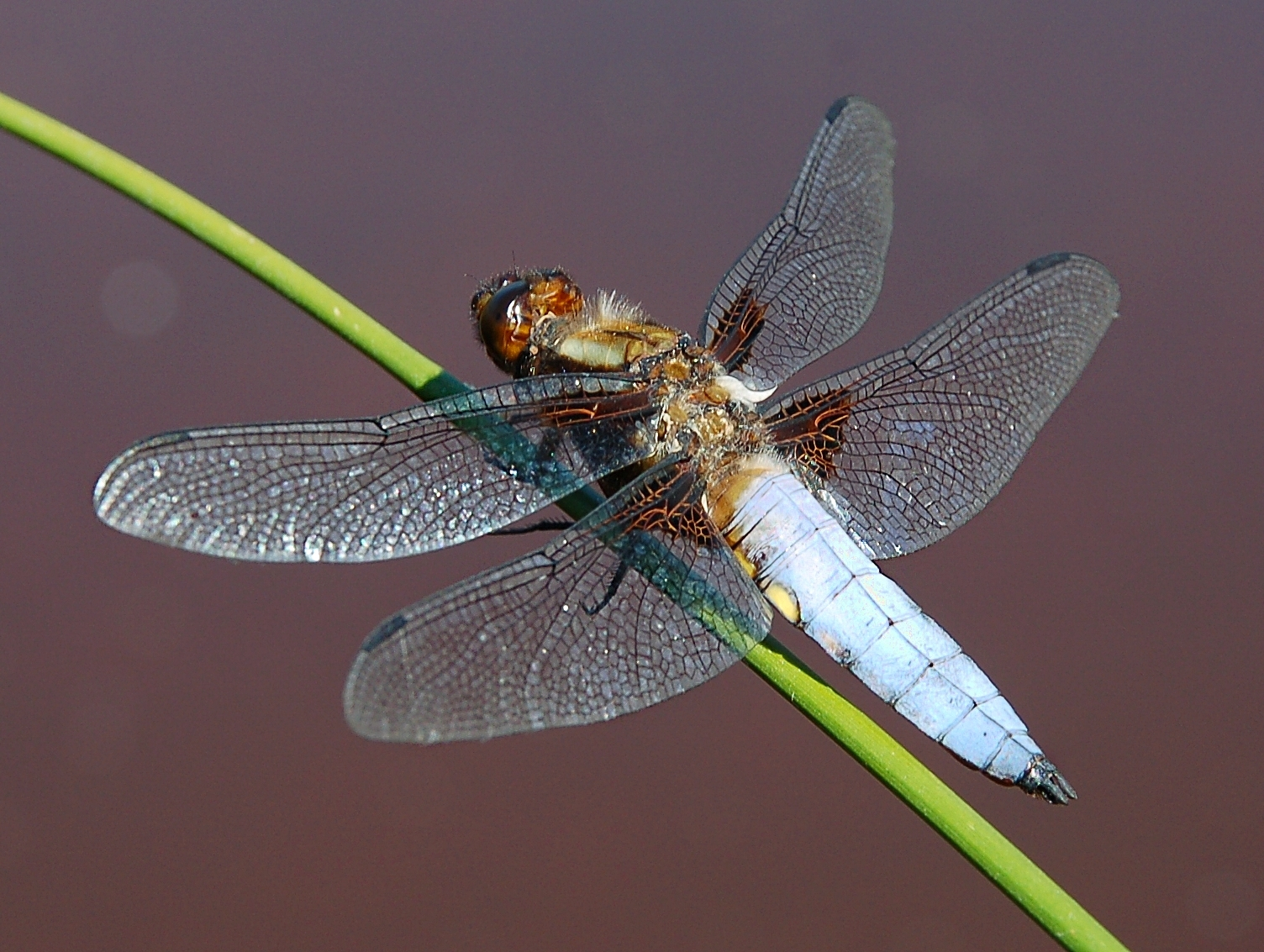
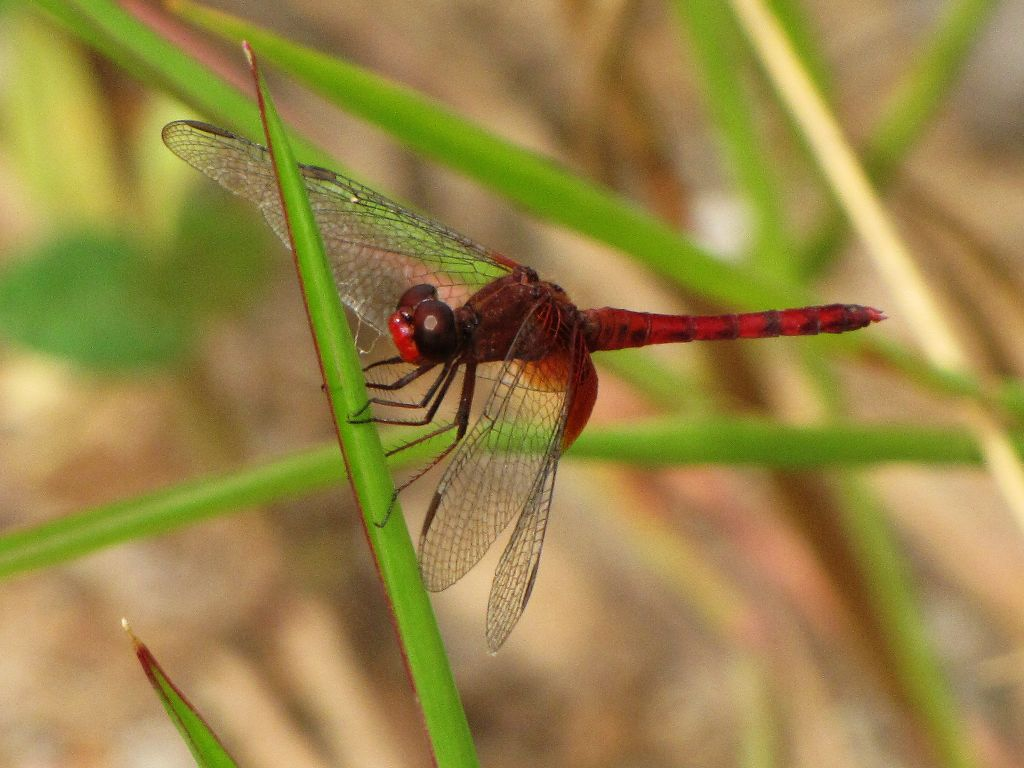
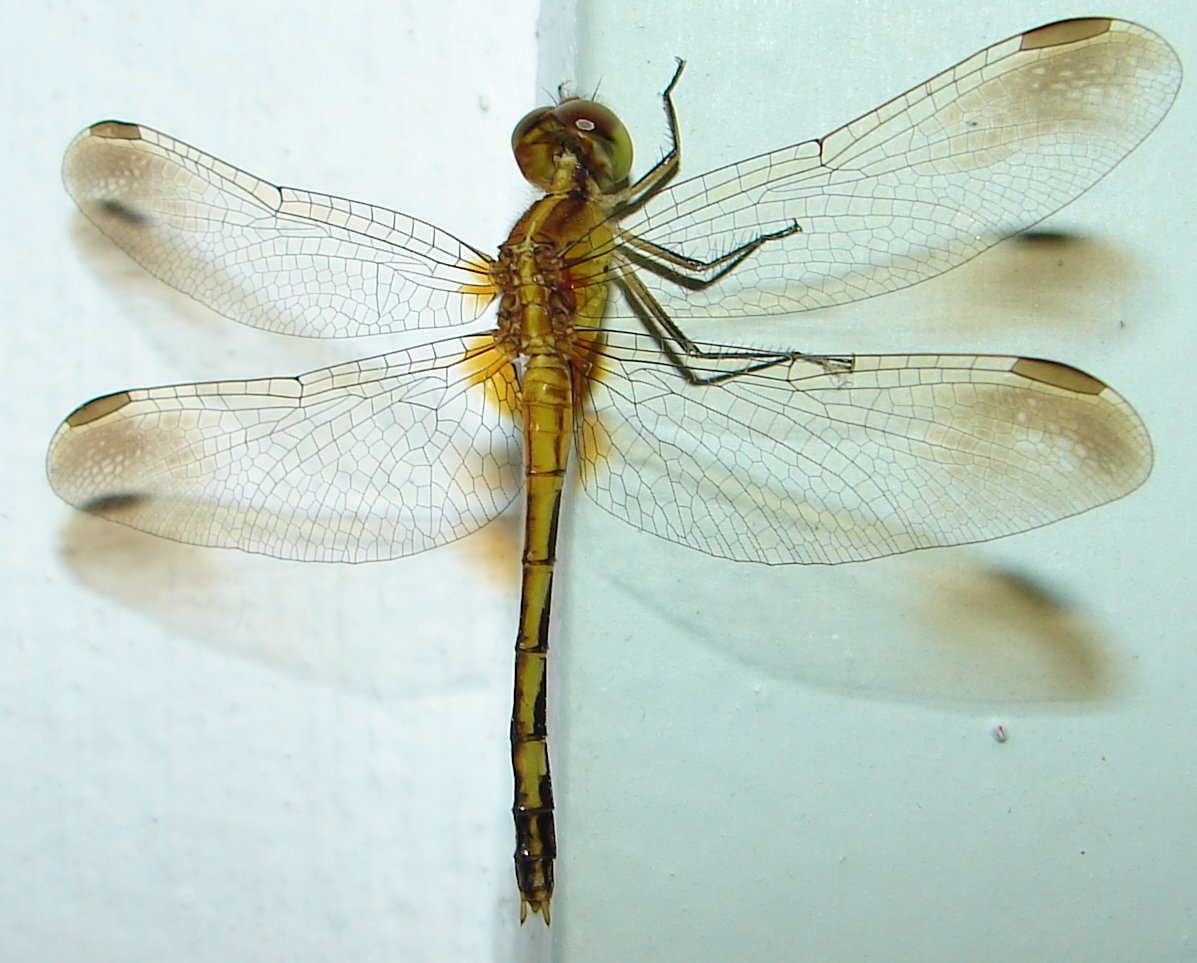
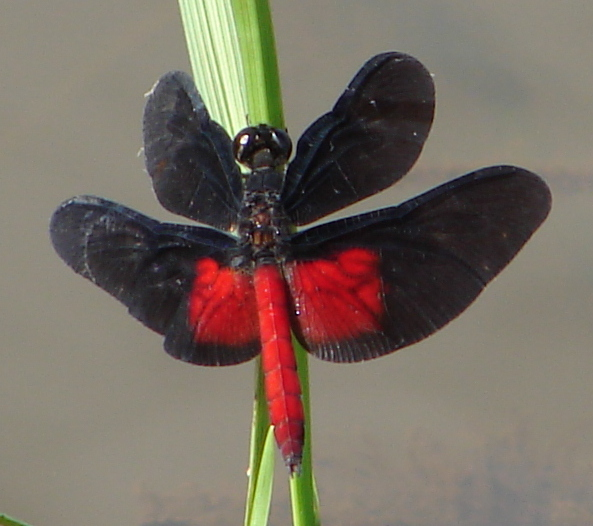
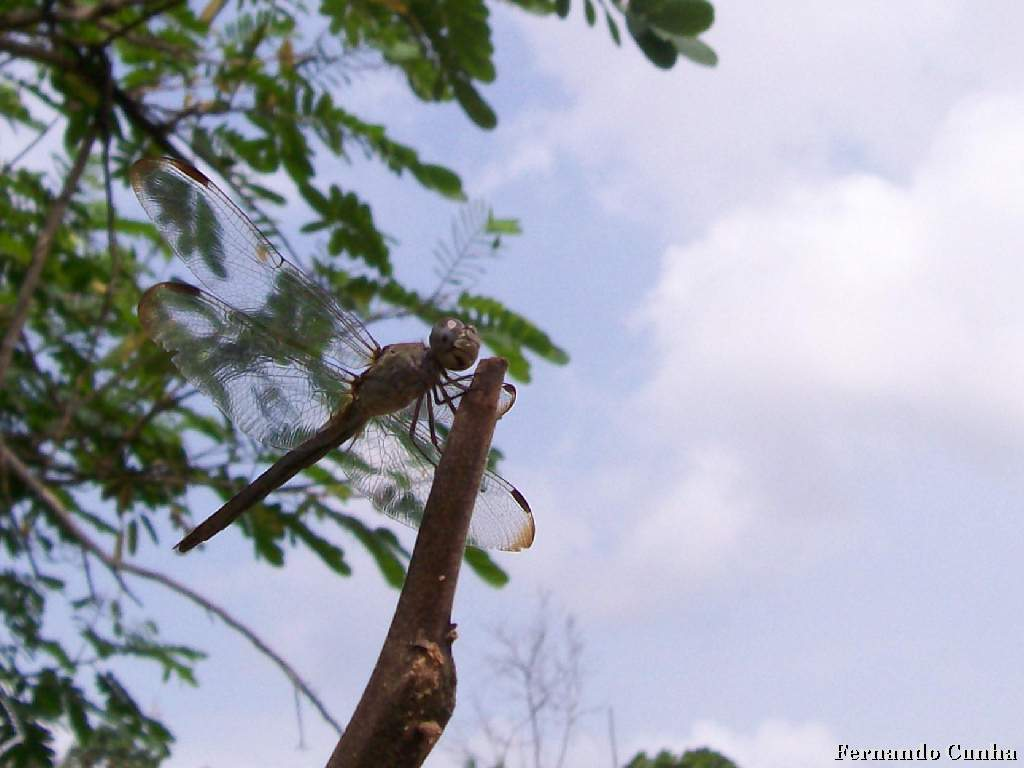
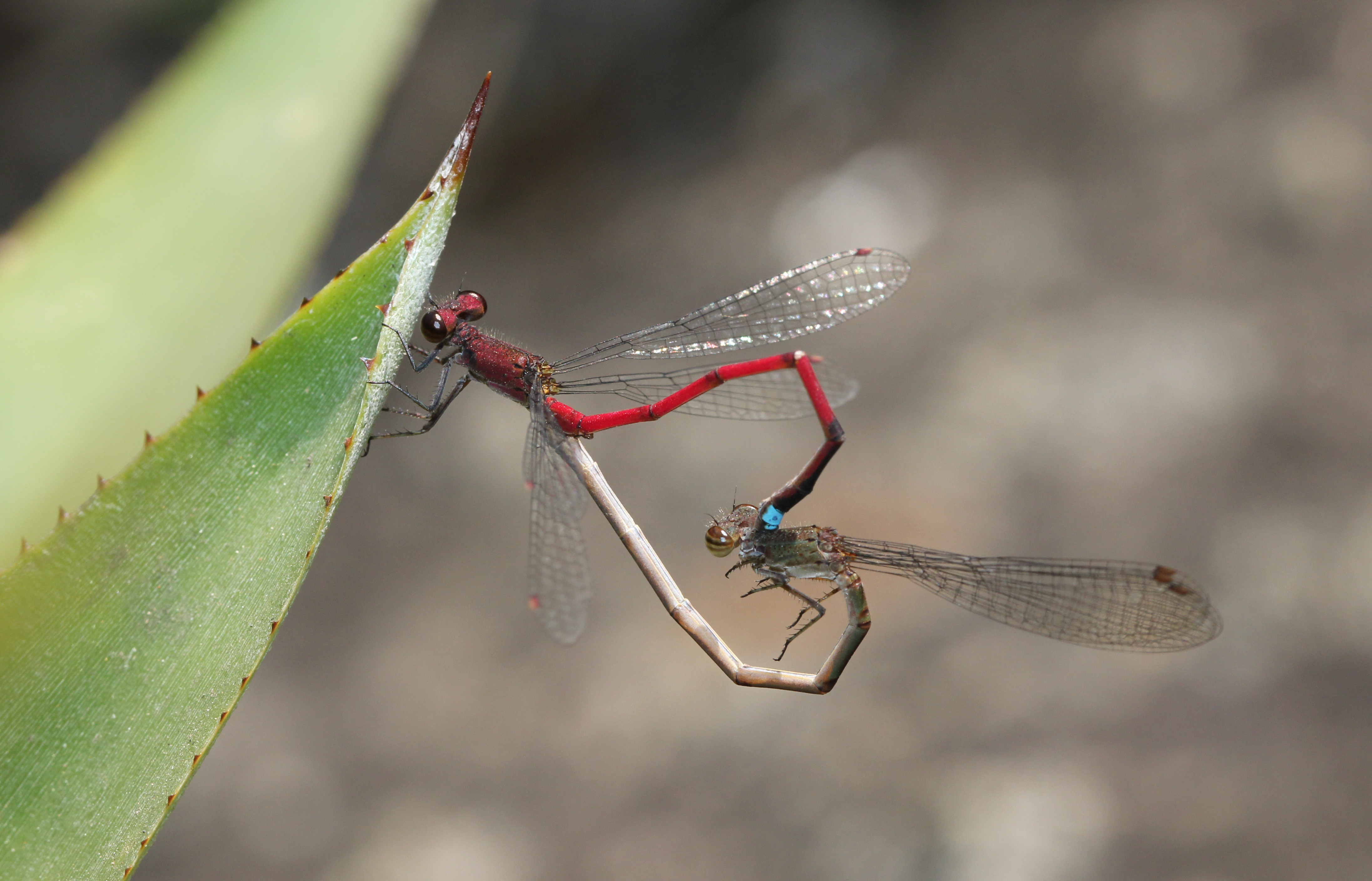